# 馬沙美素·昌盖
高美·馬沙美素·昌盖（Komi Massamesso Tchangai，1978年8月8日—2010年8月8日），一般称作昌盖，生于阿塔帕梅，多哥职业足球运动员。

## 生涯
他在1998年加盟意甲球會烏甸尼斯，但球隊不幸降班，但随后职业生涯进行的并不顺利。先后被租借到斯洛文尼亚球隊哥里卡及加盟荷兰球隊迪加斯卓普，返回意大利加盟低级别联赛的球隊維特貝塞及賓尼雲圖，其后在沙特联赛球队阿尔纳塞尔效力。
2009年效力于中国球队深圳红钻队并成为球队在防线上绝对主力，昌盖在中超联赛30场联赛中出场29场，2009赛季結束后昌盖离队。2009年11月17日在阿尔纳塞尔的英文官网上，详细报道了昌盖于重新签约加盟该队的消息。阿尔纳塞尔俱乐部有资格参加2010年的亚冠联赛，签约昌盖是希望加强后防实力但是只踢了几个月，双方合同结束后，昌盖就退役于深圳和多哥间做起了电子器材生意。
2010年8月8日，昌盖在其32岁生日当天疑因心脏病发作，抢救无效死亡。

## 國際賽生涯
昌盖代表多哥参加了2006年德國世界盃打满三场小组赛及四屆非洲国家杯（1998、2000、2002、2006），他首次替国家队上陣是在1996年8月對剛果，是前多哥国家队队长並累積37場國際賽及5個入球。2010年南非世界杯预选赛时，昌盖继续担任多哥队的主力兼队长。由于能力下滑，昌盖没有被主帅列入参加2010年非洲国家杯的名单。

## 連結
- Profile on national-football-teams.com （页面存档备份，存于）